# Opel Crossland
El Opel Crossland (2021 hasta 2024 Crossland X) es un automóvil todocamino del segmento B del fabricante alemán de automóviles Opel. El vehículo fue presentado en Berlín el 1 de febrero de 2017 en primicia para el público en el 87.º Salón del Automóvil Ginebra de marzo de 2017.
Comparte plataforma y mecánica con el Peugeot 2008 de primera generación y el Citroën C3 Aircross, compartiendo también con este último la línea en la misma factoría. Aunque el desarrollo era parte del acuerdo de 2012 entre GM y el Groupe PSA, fue el primer modelo tras la compra de Opel. Hasta su descontinuación era fabricado en la planta española de Opel (Stellantis Zaragoza) en Figueruelas, Zaragoza.
El modelo sustituyó al Opel Meriva. A diferencia de su hermano más grande, el Opel Mokka, el Crossland solo está disponible con tracción delantera.
El modelo fue descontinuado en 2024 y reemplazado por el Frontera.